# Лип'янська сільська рада (Карлівський район)
Лип'янська сільська рада — колишній орган місцевого самоврядування у Карлівському районі Полтавської області з центром у селі Лип'янка.

## Населені пункти
Сільраді були підпорядковані населені пункти:
- c. Лип'янка
- с. Бабайкове
- с. Розумівка
- с. Ясне